# Tonga (Tuvalu)
Tonga – miejscowość w Tuvalu, na wyspie koralowej Nanumanga; 368 mieszkańców (2006). Przemysł spożywczy, ośrodek turystyczny.